# 赤屋村
赤屋村（あかやむら）は、島根県能義郡にあった村。現在の安来市伯太町赤屋、伯太町上小竹、伯太町下小竹、伯太町下十年畑、伯太町上十年畑、伯太町草野にあたる。

## 地理
- 河川：伯太川[1]、小竹川[1]、久野谷川[2]
- 山岳：鷹入山[3]

## 歴史
- 1889年（明治22年）4月1日、町村制の施行により、能義郡赤屋村、上小竹村、下小竹村、下十年畑村、上十年畑村、草野村が合併して村制施行し、赤屋村が発足[1][4]。
- 1890年（明治23年）私立赤屋村勧業会設立[1]。
- 1906年（明治39年）赤屋郵便局開設[1]。
- 1944年（昭和19年）赤屋村農会設立[1]。
- 1948年（昭和23年）赤屋村農業協同組合設立[1]。
- 1954年（昭和29年）4月1日、能義郡伯太村に編入され廃止[1][4]。

## 産業
- 農業、製炭[1]